# Caverna Atea
A Caverna Atea é uma caverna de grandes proporções na base de uma dolina de trezentos metros de profundidade nas terras altas da Papua Nova Guiné. É a segunda maior caverna da ilha.
A exploração da caverna começou em 1973, quando a Expedição de Pesquisa Espeleológica de Niugini fez uma breve visita à caverna.
A caverna era o principal objetivo da expedição Atea 1978, uma expedição liderada pela Austrália altamente organizada, com cinquenta membros de cinco países. Com mais de trinta quilômetros e 143 metros de profundidade, na época classificada como a caverna mais longa do hemisfério sul. A caverna tem uma variedade de características interessantes, incluindo um longo e impressionante canal fluvial e um número excepcionalmente grande de sistemas secundários e passagens menores.